# 比爾·弗里罕
威廉·艾許利·弗里罕（英語：William Ashley Freehan，1941年11月29日—2021年8月19日），為美國職棒大聯盟的捕手。職業生涯皆效力於底特律老虎。他生涯入選11次明星賽，並在1968年拿下世界大賽冠軍與MVP第二名。
弗里罕生涯拿過5座金手套獎，守備率高達9成93。另外他職業生涯敲出200轟與2502個壘打數，在美聯捕手歷史上排名第三，僅次於兩位洋基傳奇名捕尤吉·貝拉和比爾·狄奇。

## 職業生涯
弗里罕就讀於密西根大學。1961年，還是大學生的他曾繳出5成85的打擊率。這使得老虎隊看上了他的天賦，同年便與他簽下了合約。該年他升上大聯盟，不過僅出賽4場比賽便回到小聯盟。1963年，弗里罕重返大聯盟。他原與Gus Triandos分擔捕手工作，不過隨著Triandos季中被交易，弗里罕也成為了老虎隊的主力捕手。
1964年，弗里罕繳出3成的打擊率，並敲出18轟與80分打點。這年他首度入選明星賽，並在MVP票選上拿下第七名。1965年，弗里罕成為大聯盟接殺數最多的球員，他也因此拿下金手套獎。隔年他的接殺數和守備率一樣排在美聯第一。
1967年，弗里罕打出了生涯年。該年他的打擊率為2成82並敲出20轟。他在1021個守備機會拿下950次接殺為大聯盟最多。另外，他在故意四壞和觸身球次數上也都是聯盟第一。最後他在MVP票選上拿下第三名，不過老虎以1場勝差輸給紅襪無緣進軍世界大賽。

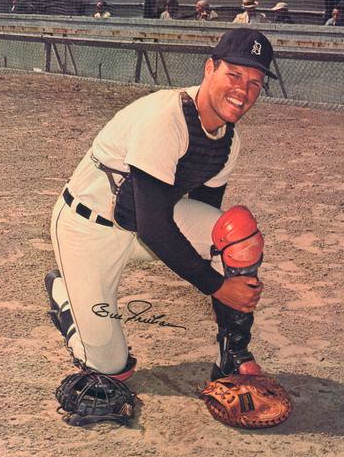
1966年，穿上捕具的弗里罕。

1968年，這年號稱是大聯盟的投手大年，許多球員在這年的打擊數據都下滑不少。不過弗里罕仍敲出25轟與84分打點。而他的接捕功力也很出色，儘管老虎主場是一座不利於投手的球場，但是弗里罕靠著他優異的配球能力，仍將團隊投手群的防禦率壓至2.71。這年老虎隊靠著丹尼·麥克連拿下31勝以及米奇·羅里奇拿下17勝闖進世界大賽。1968年世界大賽第5戰，當時紅雀3比2領先。不過弗里罕在5局上抓到嘗試盜三壘的快腿盧·布羅克，最後老虎隊在7局下拿下3分逆轉。之後也一路得到勝利拿下冠軍。這年他在MVP票選上拿下第二名，僅次於隊友麥克連。
1970年，儘管弗里罕的打擊能力出現下滑，不過他仍有47%的阻殺率和9成97的守備率。隔年他的打擊率為2成77，並敲出21轟。1972年，他的打擊率為2成62，球隊也拿下美聯東區冠軍。不過他因為拇指受傷而缺席了前兩場美聯冠軍賽。雖然老虎隊努力追回2場比賽，而且弗里罕也在第5場打回打點，不過老虎仍以1分惜敗給運動家。1974年，弗里罕轉任一壘手，隔年又重回捕手這個老本行。1976年，他的打擊率為2成70，最後他在球季結束後退休。

## 生涯打擊數據
| 出賽場次 | 打席 | 打數 | 得分 | 安打 | 二安 | 三安 | 全壘打 | 打點 | 盜壘 | 保送 | 三振 | 打擊率 | 上壘率 | 長打率 | 觸身球 |
| -------- | ---- | ---- | ---- | ---- | ---- | ---- | ------ | ---- | ---- | ---- | ---- | ------ | ------ | ------ | ------ |
| 1774     | 6900 | 6073 | 706  | 1591 | 241  | 35   | 200    | 758  | 24   | 626  | 753  | .262   | .340   | .412   | 114    |

## 個人生活
弗里罕於1963年與妻子Pat結婚。而他晚年深受阿茲海默症所苦，2018年10月，他在密西根州北部的安寧病房接受照顧。弗里罕后来于2021年8月19日逝世，享年79岁。

## 外部連結
- 球員資訊和成績在MLB ，ESPN ，Retrosheet ，Baseball Reference ，Baseball Reference (Minors) ，Fangraphs ，The Baseball Cube （英文）